# Spilosoma leopoldi
Spilosoma leopoldi är en fjärilsart som beskrevs av Willie Horace Thomas Tams 1935. Spilosoma leopoldi ingår i släktet Spilosoma och familjen björnspinnare. Inga underarter finns listade i Catalogue of Life.